# Formule 1 in 1957
Het Formule 1-seizoen 1957 was het achtste FIA Formula One World Championship seizoen. Het begon op 13 januari en eindigde op 8 september na acht races.
Juan Manuel Fangio won zijn vijfde en laatste wereldtitel.

## Kalender
| GP nr. | Ronde | Grand Prix              | Circuit                        | Plaats                  | Datum       |
| ------ | ----- | ----------------------- | ------------------------------ | ----------------------- | ----------- |
| 57     | 1     | GP van Argentinië       | Autódromo Oscar Alfredo Gálvez | Buenos Aires            | 13 januari  |
| 58     | 2     | GP van Monaco           | Circuit de Monaco              | Monte Carlo             | 19 mei      |
| 59     | 3     | Indianapolis 500        | Indianapolis Motor Speedway    | Indianapolis (Indiana)  | 30 mei      |
| 60     | 4     | GP van Frankrijk        | Circuit de Rouen-les-Essarts   | Orival (Seine-Maritime) | 7 juli      |
| 61     | 5     | GP van Groot-Brittannië | Aintree Circuit                | Aintree                 | 20 juli     |
| 62     | 6     | GP van Duitsland        | Nürburgring Nordschleife       | Nürburg                 | 4 augustus  |
| 63     | 7     | GP van Pescara          | Pescara Circuit                | Pescara                 | 18 augustus |
| 64     | 8     | GP van Italië           | Autodromo Nazionale Monza      | Monza                   | 8 september |

### Afgelast
De Grands Prix van België, Nederland en Spanje werden afgelast, onder andere vanwege onenigheid over startgelden en de hoge olieprijzen ontstaan door de Suezcrisis.
| Ronde | Grand Prix       | Circuit                      | Plaats    | Originele datum |
| ----- | ---------------- | ---------------------------- | --------- | --------------- |
| 4     | GP van België    | Circuit de Spa-Francorchamps | Stavelot  | 6 juni          |
| 5     | GP van Nederland | Circuit Park Zandvoort       | Zandvoort | 20 juni         |
| 10    | GP van Spanje    | Circuit Pedralbes            | Barcelona | 20 oktober      |

## Resultaten en klassement

### Grands Prix
| Ronde | Grand Prix              | Poleposition       | Snelste ronde      | Winnende coureur          | Winnende constructeur | Banden | Verslag |
| ----- | ----------------------- | ------------------ | ------------------ | ------------------------- | --------------------- | ------ | ------- |
| 1     | GP van Argentinië       | Stirling Moss      | Stirling Moss      | Juan Manuel Fangio        | Maserati              | P      | Verslag |
| 2     | GP van Monaco           | Juan Manuel Fangio | Juan Manuel Fangio | Juan Manuel Fangio        | Maserati              | P      | Verslag |
| 3     | Indianapolis 500        | Pat O'Connor       | Jim Rathmann       | Sam Hanks                 | Epperly-Offenhauser   | F      | Verslag |
| 4     | GP van Frankrijk        | Juan Manuel Fangio | Luigi Musso        | Juan Manuel Fangio        | Maserati              | P      | Verslag |
| 5     | GP van Groot-Brittannië | Stirling Moss      | Stirling Moss      | Tony Brooks Stirling Moss | Vanwall               | P      | Verslag |
| 6     | GP van Duitsland        | Juan Manuel Fangio | Juan Manuel Fangio | Juan Manuel Fangio        | Maserati              | P      | Verslag |
| 7     | GP van Pescara          | Juan Manuel Fangio | Stirling Moss      | Stirling Moss             | Vanwall               | P      | Verslag |
| 8     | GP van Italië           | Stuart Lewis-Evans | Tony Brooks        | Stirling Moss             | Vanwall               | P      | Verslag |

### Puntentelling
Punten worden toegekend aan de top vijf geklasseerde coureurs, en 1 punt voor de coureur die de snelste ronde heeft gereden in de race. 
| Positie | 0;1e0 | 02e0 | 03e0 | 04e0 | 05e0 | 0S0 |
| Punten  | 8     | 6    | 4    | 3    | 2    | 1   |

### Klassement bij de coureurs
Slechts de beste vijf van de acht resultaten telden mee voor het kampioenschap, resultaten die tussen haakjes staan telden daarom niet mee voor het kampioenschap. Bij "Punten" staan de getelde kampioenschapspunten gevolgd door de totaal behaalde punten tussen haakjes. Punten werden verdeeld als meerdere coureurs één auto hadden gedeeld. Daarbij werd niet gekeken naar het aantal ronden dat elke coureur had gereden. 
| Pos.                  | Coureur               | ARG      | MON        | 500 | FRA      | GBR          | DUI | PES | ITA      | Punten  |
| --------------------- | --------------------- | -------- | ---------- | --- | -------- | ------------ | --- | --- | -------- | ------- |
| 1                     | Juan Manuel Fangio    | 1        | 1PS        |     | 1P       | DNF          | 1PS | 2P  | (2)      | 40 (46) |
| 2                     | Stirling Moss         | 8PS      | DNF        |     |          | 1PS ^ / DNF^ | 5   | 1S  | 1        | 25      |
| 3                     | Luigi Musso           | DNF      |            |     | 2S       | 2            | 4   | DNF | 8        | 16      |
| 4                     | Mike Hawthorn         | DNF      | DNF^ / DNF |     | 4        | 3            | 2   |     | 6        | 13      |
| 5                     | Tony Brooks           |          | 2          |     |          | 1^ / DNF^    | 9   | DNF | 7S       | 11      |
| 6                     | Masten Gregory        |          | 3          |     |          |              | 8   | 4   | 4        | 10      |
| 7                     | Harry Schell          | 4        | DNF^ / DNF |     | 5        | DNF          | 7   | 3   | 5^ / DNF | 10      |
| 8                     | Sam Hanks             |          |            | 1   |          |              |     |     |          | 8       |
| 9                     | Peter Collins         | 6^ / DNF | DNF        |     | 3        | DNF / 4^     | 3   |     | DNF      | 8       |
| 10                    | Jim Rathmann          |          |            | 2S  |          |              |     |     |          | 7       |
| 11                    | Jean Behra            | 2        |            |     | 6        | DNF          | 6   | DNF | DNF      | 6       |
| 12                    | Stuart Lewis-Evans    |          | 4          |     | DNF      | 7            | DNF | 5   | DNFP     | 5       |
| 13                    | Maurice Trintignant   |          | 5          |     | DNF      | 4^           |     |     |          | 5       |
| 14                    | Wolfgang von Trips    | 6^       | DNF^       |     |          |              |     |     | 3        | 4       |
| 15                    | Carlos Menditeguy     | 3        | DNF        |     | DNF      | DNF          |     |     |          | 4       |
| 16                    | Jimmy Bryan           |          |            | 3   |          |              |     |     |          | 4       |
| 17                    | Paul Russo            |          |            | 4   |          |              |     |     |          | 3       |
| 18                    | Roy Salvadori         |          | DNQ        |     | DNF      | 5            |     | DNF |          | 2       |
| 19                    | Andy Linden           |          |            | 5   |          |              |     |     |          | 2       |
| 20                    | Giorgio Scarlatti     |          | DNF^       |     |          |              | 10  | 6   | 5^       | 1       |
| 21                    | Alfonso de Portago    | 5^       |            |     |          |              |     |     |          | 1       |
| 21                    | José Froilán González | 5^       |            |     |          |              |     |     |          | 1       |
| 23                    | Jack Brabham          |          | 6          |     | 7^ / DNF | DNF          |     | 7   |          | 0       |
| 24                    | Cesare Perdisa        | 6^       |            |     |          |              |     |     |          | 0       |
| 24                    | Johnny Boyd           |          |            | 6   |          |              |     |     |          | 0       |
| 24                    | Bob Gerard            |          |            |     |          | 6            |     |     |          | 0       |
| 27                    | Jo Bonnier            | 7        |            |     |          | DNF          |     | DNF | DNF      | 0       |
| 28                    | Marshall Teague       |          |            | 7   |          |              |     |     |          | 0       |
| 28                    | Mike MacDowel         |          |            |     | 7^       |              |     |     |          | 0       |
| 30                    | Ivor Bueb             |          | DNF        |     |          | 8            |     |     |          | 0       |
| 31                    | Pat O'Connor          |          |            | 8P  |          |              |     |     |          | 0       |
| 32                    | Paco Godia            |          |            |     |          |              | DNF | DNF | 9        | 0       |
| 33                    | Alejandro de Tomaso   | 9        |            |     |          |              |     |     |          | 0       |
| 34                    | Bob Veith             |          |            | 9   |          |              |     |     |          | 0       |
| 35                    | Luigi Piotti          | 10       | DNQ        |     |          |              |     | DNF | DNF      | 0       |
| 36                    | Horace Gould          |          | DNF        |     | DNF      | DNS          | DNF | DNF | 10       | 0       |
| 37                    | Gene Hartley          |          |            | 10  |          |              |     |     |          | 0       |
| 38                    | Bruce Halford         |          |            |     |          |              | 11  | DNF | DNF      | 0       |
| 39                    | André Simon           |          | DNQ        |     |          |              |     |     | 11^      | 0       |
| 40                    | Jack Turner           |          |            | 11  |          |              |     |     |          | 0       |
| 40                    | Ottorino Volonterio   |          |            |     |          |              |     |     | 11^      | 0       |
| 42                    | Johnny Thomson        |          |            | 12  |          |              |     |     |          | 0       |
| 43                    | Bob Christie          |          |            | 13  |          |              |     |     |          | 0       |
| 44                    | Chuck Weyant          |          |            | 14  |          |              |     |     |          | 0       |
| 45                    | Tony Bettenhausen     |          |            | 15  |          |              |     |     |          | 0       |
| 46                    | Johnnie Parsons       |          |            | 16  |          |              |     |     |          | 0       |
| 47                    | Don Freeland          |          |            | 17  |          |              |     |     |          | 0       |
|                       | Ron Flockhart         |          | DNF        |     | DNF      |              |     |     |          | 0       |
| Hans Herrmann         |                       | DNQ      |            |     |          | DNF          |     |     | 0        |         |
| Les Leston            |                       | DNQ      |            |     | DNF      |              |     |     | 0        |         |
| Eugenio Castellotti   | DNF                   |          |            |     |          |              |     |     | 0        |         |
| Jimmy Reece           |                       |          | DNF        |     |          |              |     |     | 0        |         |
| Don Edmunds           |                       |          | DNF        |     |          |              |     |     | 0        |         |
| Johnnie Tolan         |                       |          | DNF        |     |          |              |     |     | 0        |         |
| Al Herman             |                       |          | DNF        |     |          |              |     |     | 0        |         |
| Fred Agabashian       |                       |          | DNF        |     |          |              |     |     | 0        |         |
| Eddie Sachs           |                       |          | DNF        |     |          |              |     |     | 0        |         |
| Mike Magill           |                       |          | DNF        |     |          |              |     |     | 0        |         |
| Eddie Johnson         |                       |          | DNF        |     |          |              |     |     | 0        |         |
| Bill Cheesbourg       |                       |          | DNF        |     |          |              |     |     | 0        |         |
| Al Keller             |                       |          | DNF        |     |          |              |     |     | 0        |         |
| Jimmy Daywalt         |                       |          | DNF        |     |          |              |     |     | 0        |         |
| Ed Elisian            |                       |          | DNF        |     |          |              |     |     | 0        |         |
| Rodger Ward           |                       |          | DNF        |     |          |              |     |     | 0        |         |
| Troy Ruttman          |                       |          | DNF        |     |          |              |     |     | 0        |         |
| Eddie Russo           |                       |          | DNF        |     |          |              |     |     | 0        |         |
| Elmer George          |                       |          | DNF        |     |          |              |     |     | 0        |         |
| Herbert MacKay-Fraser |                       |          |            | DNF |          |              |     |     | 0        |         |
| Jack Fairman          |                       |          |            |     | DNF      |              |     |     | 0        |         |
| Pos.                  | Coureur               | ARG      | MON        | 500 | FRA      | GBR          | DUI | PES | ITA      | Punten  |

| Resultaat                       |
| ------------------------------- |
| Winnaar                         |
| Tweede plaats                   |
| Derde plaats                    |
| Gefinisht (punten behaald)      |
| Gefinisht (geen punten behaald) |
| Niet geklasseerd (NC)           |
| Uitgevallen (DNF)               |
| Niet gekwalificeerd (DNQ)       |
| Gediskwalificeerd (DSQ)         |
| Niet gestart (DNS)              |
| Gewond (INJ)                    |
| Uitgesloten (EX)                |
| Teruggetrokken (WD)             |
| Niet deelgenomen (blanco cel)   |
| P Pole position                 |
| S Snelste ronde                 |

- ^ Positie gedeeld door meerdere rijders van dezelfde wagen

1950 · 1951 · 1952 · 1953 · 1954 · 1955 · 1956 · 1957 · 1958 · 1959 · 1960 · 1961 · 1962 · 1963 · 1964 · 1965 · 1966 · 1967 · 1968 · 1969 · 1970 · 1971 · 1972 · 1973 · 1974 · 1975 · 1976 · 1977 · 1978 · 1979 · 1980 · 1981 · 1982 · 1983 · 1984 · 1985 · 1986 · 1987 · 1988 · 1989 · 1990 · 1991 · 1992 · 1993 · 1994 · 1995 · 1996 · 1997 · 1998 · 1999 · 2000 · 2001 · 2002 · 2003 · 2004 · 2005 · 2006 · 2007 · 2008 · 2009 · 2010 · 2011 · 2012 · 2013 · 2014 · 2015 · 2016 · 2017 · 2018 · 2019 · 2020 · 2021 · 2022 · 2023 · 2024 · 2025 · 2026 
 Lijst van Formule 1 Grand Prix-wedstrijden